# フョードル・オツェプ
フョードル・アレクサンドロヴィチ・オツェプ（ロシア語 Фёдор Александрович Оцеп, 1895年2月9日 - 1949年6月20日）は、ソビエト連邦の映画監督、脚本家である。革命前のロシア帝国でキャリアを始め、ソ連時代に監督となり、ヴァイマル共和国/ドイツ帝国、フランス、アメリカ合衆国、カナダへと移住し、映画をつくりつづけた。フランス時代以降は、フェドール・オゼップ（Fedor Ozep）と綴られた。

## 人物・来歴
1895年（明治28年）2月9日、ロシア帝国（現在のロシア）のモスクワに生まれる。
帝政時代のロシアで、ヤーコフ・プロタザノフ監督の助手として出発している。プロタザノフのもとで名作『スペードの女王』（1916年）、ロシア革命後のソビエト連邦時代に同監督の『アエリータ』（1924年）を手がけ、脚本を書いた。
1926年（大正15年）に、ボリス・バルネットとの共同監督作品『ミス・メンド』(日本未公開)で、映画監督としてデビューした。
ゴーリキー名称映画撮影所での同僚フセヴォロド・プドフキンから影響を受けた。
1929年（昭和4年）、レフ・トルストイの小説『生ける屍』に基づく同題の脚本を、ヴァイマル共和国（現在のドイツ）で執筆、オツェプが監督し、ソビエト・ヴァイマル合作で完成した。その後二度とソビエト連邦に戻らなかった。
1931年（昭和6年）、ドストエフスキーの小説『カラマーゾフの兄弟』を映画化、エリーヒ・エンゲルスと共同で監督した。
同年、フランスに移住。1934年（昭和9年）フランスで製作された監督作『熱風』が、第2回ヴェネツィア国際映画祭で後の金獅子賞にあたるムッソリーニ杯の正式出品作品となった。
1942年（昭和17年）、第二次世界大戦の勃発に伴い、アメリカ合衆国に移り、同地でヘンリー・S・ケスラーとの共同監督作『三人のロシア娘』(日本未公開)を発表。
さらにカナダに亡命した。同国のケベック州でフランス語、英語の映画をそれぞれ監督した。
1949年（昭和24年）6月20日、カナダの首都、オンタリオ州のオタワ、あるいは米国カリフォルニア州ロサンゼルス（ロサンゼルス郡ビバリーヒルズ）のいずれかで死去したとされる。満54歳没。

## フィルモグラフィ (主な監督作品)
- Miss Mend (Мисс Менд) : 共同監督ボリス・バルネット、1927年  ソビエト連邦
- Земля в плену (Земля в плену) : 1928年  ソビエト連邦
- 『生ける屍』 Живой труп : 1929年  ソビエト連邦 /  ドイツ

- 『カラマゾフの兄弟』 Der Mörder Dimitri Karamasoff : 共同監督エーリヒ・エンゲルス、1931年  ドイツ帝国
- Mirages de Paris : 1932年  フランス /  ドイツ帝国
- Großstadtnacht : 1933年  フランス /  ドイツ帝国 (Mirages de Parisの独語版)
- 『熱風』 Amok : 1934年  フランス (別題La peur)
- La Dame de pique : 1937年  フランス　原作：プーシキン著『スペードの女王』
- La principessa Tarakanova : 共同監督マリオ・ソルダーティ、1938年  イタリア王国 /  フランス
- 『裏切者』 Gibraltar : 1938年  フランス

- Three Russian Girls : 共同監督ヘンリー・S・ケスラー、1943年  アメリカ合衆国
- Le Père Chopin : 1945年  カナダ
- Cero en conducta : 共同監督ホセ・マリア・テジェス、1945年  スペイン /  ポルトガル
- La Forteresse : 1947年  カナダ
- Whispering City : 1947年  カナダ - 遺作

## 註
1. ↑  de:Fjodor Alexandrowitsch Ozep
2. ↑  #外部リンク欄、Internet Movie Databaseの本項リンク先の記述を参照。二重リンクを省く。
3. ↑  fr:Fedor Ozep
4. ↑  Оцеп, Фёдор Александрович - ru.wikipedia